# Relations entre l'Arménie et le Japon
Les relations entre l'Arménie et le Japon sont les relations internationales entre l'Arménie et le Japon. Les deux pays ont établi des relations diplomatiques le 7 septembre 1992. Le Japon est représenté en Arménie par son ambassade à Moscou (Russie). En 2001, le président de l'Arménie a annoncé que son pays avait l'intention d'installer une ambassade à Tokyo le plus tôt possible. Le 7 juillet 2010, l'Arménie ouvre son ambassade à Tokyo.
Il y a environ 20 à 100 personnes d'origine arménienne vivant au Japon.